# Liste der Monuments historiques in Woël
Die Liste der Monuments historiques in Woël führt die Monuments historiques in der französischen Gemeinde Woël auf.

## Liste der Immobilien
| Bezeichnung      | Beschreibung                                        | Standort                 | Kennzeichnung | Schutzstatus | Datum | Bild           |
| ---------------- | --------------------------------------------------- | ------------------------ | ------------- | ------------ | ----- | -------------- |
| Kirche St-Gorgon | im Kern aus dem 12. Jahrhundert, mehrfach erweitert | 2 rue des Montaux (Lage) | PA00106682    | Classé       | 1914  | weitere Bilder |

## Liste der Objekte
| Bezeichnung                 | Beschreibung                                              | Standort                       | Kennzeichnung | Schutzstatus | Datum | Bild |
| --------------------------- | --------------------------------------------------------- | ------------------------------ | ------------- | ------------ | ----- | ---- |
| Pietà                       | Stein, farbig gefasst, 16. Jahrhundert                    | in der Kirche St-Gorgon (Lage) | PM55000735    | Classé       | 1961  |      |
| Skulptur Heiliger Nikolaus  | Lindenholz, farbig gefasst, um 1800; 2005 gestohlen       | in der Kirche St-Gorgon (Lage) | PM55002773    | Inscrit      | 1984  |      |
| Skulptur Madonna mit Kind   | Eichenholz, farbig gefasst, 18. Jahrhundert               | in der Kirche St-Gorgon (Lage) | PM55002555    | Inscrit      | 1979  |      |
| Skulptur Gottvater          | Holz, farbig gefasst, 18. Jahrhundert                     | in der Kirche St-Gorgon (Lage) | PM55002774    | Inscrit      | 1984  |      |
| Kreuzweg                    | Ölfarbe auf Leinwand, Holzrahmen, 1936 von Lucien Lantier | in der Kirche St-Gorgon (Lage) | PM55002691    | Inscrit      | 2010  |      |
| Kruzifix                    | Lindenholz, farbig gefasst, 18. Jahrhundert               | in der Kirche St-Gorgon (Lage) | PM55002554    | Inscrit      | 1985  |      |
| Skulptur Heiliger Gorgonius | Eichenholz, farbig gefasst, um 1700                       | in der Kirche St-Gorgon (Lage) | PM55002556    | Inscrit      | 1985  |      |